# 봄밤
《봄밤》은 2019년 5월 22일부터 2019년 7월 11일까지 방송된 문화방송 수목 미니시리즈이다.

## 기획 의도
봄밤은 알고 있다. 당신들이 사랑에 빠지리라는 것을.

## 등장인물

### 주요 인물
- 한지민 : 이정인(35세) 역 - 지역 도서관 사서
- 정해인 : 유지호(35세) 역 - 우리약국 약사
- 김준한 : 권기석(38세) 역 - 한솔은행 본사 심사과 과장, 정인의 연인

### 이정인의 가족
- 임성언 : 이서인(36세) 역 - 정인의 언니, JBC 방송국 아나운서
- 주민경 : 이재인(30세) 역 - 정인의 동생, 대학원생
- 송승환 : 이태학(61세) 역 - 정인의 아버지, 수영고등학교 교장
- 길해연 : 신형선(60세) 역 - 정인의 어머니, 주부
- 이무생 : 남시훈(40세) 역 - 서인의 남편, 치과 병원장

### 이정인의 주변 인물
- 이상희 : 송영주(35세) 역 - 도서관 사서, 정인의 직장 동료이자 친구
- 윤슬 : 오하린(30세) 역 - 도서관 계약직, 정인의 직장 후배

### 유지호의 가족
- 오만석 : 유남수(62세) 역 - 지호의 아버지, 세탁소 운영
- 김정영 : 고숙희(58세) 역 - 지호의 어머니, 세탁소 운영
- 하이안 : 유은우(6세) 역 - 지호의 아들

### 유지호의 주변 인물
- 서정연 : 왕혜정(40세) 역 - 우리약국 약사
- 이유진 : 이예슬(23세) 역 - 우리약국 아르바이트생
- 임현수 : 최현수(35세) 역 - 지호의 친구, 한솔은행 본사 심사과 대리
- 이창훈 : 박영재(35세) 역 - 지호의 친구, 공시생

### 권기석의 가족
- 김창완 : 권영국(65세) 역 - 기석의 아버지, 수영재단 이사장

### 그 외 인물
- 박상준
- 최기옥
- 이형석
- 전석찬 : JBC 뉴스 앵커 역
- 김송일
- 강후재
- 김낙형
- 김종태 : JBC 방송국 아나운서 실장 역
- 육미라 : 형선의 친구 역
- 장하란 : 식당 주인 역
- 이지현 : 서인의 이혼 상담 변호사 역
- 김학선 : 기석의 단골 술집 주인 / 기석의 형 목소리 역
- 김권
- 유용

## 촬영지
- 청강문화산업대학교
- 힘찬약국 - 우리약국
- 마포옥
- 신한고등학교 - 수영고등학교
- 쌍문동커피
- 성동구립도서관

## 시청률
최저 시청률과 최고 시청률은 시청률 조사회사와 지역별로 시청률에 차이가 있을 수 있습니다.
| 2019년      | 2019년      | 2019년         | 2019년         | 2019년       | 2019년 |
| 회차        | 방송일      | TNmS 시청률    | AGB 시청률     | AGB 시청률   |        |
| 회차        | 방송일      | 대한민국(전국) | 대한민국(전국) | 서울(수도권) |        |
| ----------- | ----------- | -------------- | -------------- | ------------ | ------ |
| 제1회       | 5월 22일    | 4.1%           | 3.9%           | 4.6%         |        |
| 제2회       | 5월 22일    | 6.2%           | 6.0%           | 7.0%         |        |
| 제3회       | 5월 23일    | 4.5%           | 3.6%           | 4.3%         |        |
| 제4회       | 5월 23일    | 6.1%           | 5.6%           | 6.3%         |        |
| 제5회       | 5월 29일    | 4.2%           | 4.0%           | %            |        |
| 제6회       | 5월 29일    | 5.9%           | 6.1%           | 7.1%         |        |
| 제7회       | 5월 30일    | 4.4%           | 4.4%           | %            |        |
| 제8회       | 5월 30일    | 5.8%           | 6.4%           | 7.4%         |        |
| 제9회       | 6월 5일     | %              | 4.5%           | 5.5%         |        |
| 제10회      | 6월 5일     | 5.9%           | 6.5%           | 7.9%         |        |
| 제11회      | 6월 6일     | 5.9%           | 6.8%           | 8.0%         |        |
| 제12회      | 6월 6일     | 7.3%           | 8.4%           | 9.8%         |        |
| 제13회      | 6월 12일    | %              | 5.1%           | 5.5%         |        |
| 제14회      | 6월 12일    | 5.9%           | 7.0%           | 7.7%         |        |
| 제15회      | 6월 13일    | 6.0%           | 5.4%           | 5.8%         |        |
| 제16회      | 6월 13일    | 7.1%           | 7.0%           | 7.6%         |        |
| 제17회      | 6월 19일    | 5.4%           | 5.0%           | 5.9%         |        |
| 제18회      | 6월 19일    | 7.7%           | 8.1%           | 9.4%         |        |
| 제19회      | 6월 20일    | 5.6%           | 6.1%           | 7.3%         |        |
| 제20회      | 6월 20일    | 7.6%           | 7.7%           | 8.9%         |        |
| 제21회      | 6월 26일    | 5.8%           | 6.0%           | 6.7%         |        |
| 제22회      | 6월 26일    | 7.8%           | 7.9%           | 8.9%         |        |
| 제23회      | 6월 27일    | 6.0%           | 6.0%           | 6.7%         |        |
| 제24회      | 6월 27일    | 7.3%           | 8.0%           | 8.9%         |        |
| 제25회      | 7월 3일     | %              | 5.5%           | 6.4%         |        |
| 제26회      | 7월 3일     | 7.1%           | 7.8%           | 9.2%         |        |
| 제27회      | 7월 4일     | 5.1%           | 6.0%           | 6.9%         |        |
| 제28회      | 7월 4일     | 6.9%           | 7.9%           | 9.0%         |        |
| 제29회      | 7월 10일    | 5.8%           | 6.2%           | 7.7%         |        |
| 제30회      | 7월 10일    | 7.4%           | 8.0%           | 9.5%         |        |
| 제31회      | 7월 11일    | 6.0%           | 7.4%           | 8.7%         |        |
| 제32회      | 7월 11일    | 7.5%           | 9.5%           | 10.8%        |        |
| 평균 시청률 | 평균 시청률 |                | 6.4%           |              |        |

## 수상 및 후보
| 연도 | 시상식       | 부문                               | 수상작(자)     | 결과 |
| ---- | ------------ | ---------------------------------- | -------------- | ---- |
| 2019 | MBC 연기대상 | 시청자가 뽑은 올해의 드라마 부문   | 봄밤           | 후보 |
| 2019 | MBC 연기대상 | 대상                               | 정해인         | 후보 |
| 2019 | MBC 연기대상 | 대상                               | 한지민         | 후보 |
| 2019 | MBC 연기대상 | 수목드라마 부문 남자 최우수 연기상 | 정해인         | 수상 |
| 2019 | MBC 연기대상 | 수목드라마 부문 여자 최우수 연기상 | 한지민         | 수상 |
| 2019 | MBC 연기대상 | 수목드라마 남자 부문 우수상        | 김준한         | 후보 |
| 2019 | MBC 연기대상 | 수목드라마 조연상                  | 이상희         | 후보 |
| 2019 | MBC 연기대상 | 최고의 1분 커플                    | 정해인, 한지민 | 후보 |

## 같이 보기
- 대한민국의 텔레비전 드라마 목록 (ㅂ)
- 2019년 대한민국의 텔레비전 드라마 목록